# Karin Zelmerlööw
Karin Zelmerlööw, folkbokförd Zelmerlöw, tidigare Mossberg, ogift Hyldgaard-Jensen, född 12 april 1942 i Göteborgs domkyrkoförsamling, är en svensk fotomodell, inredningsarkitekt, lärare och kommunpolitiker. Under flicknamnet Karin Hyldgaard-Jensen vann hon Fröken Sverige-tävlingen 1962.
Karin Zelmerlööw är dotter till professor Karl Hyldgaard-Jensen och lektor Anna Lisa Hyldgaard-Jensen, ogift Romdahl. På nöjesfältet Liseberg i hemstaden upptäcktes hon som 14-åring av en fotograf och arbetade sedan som fotomodell parallellt med studierna. 1962 utsågs hon till Fröken Sverige, men lämnade modellkarriären några år senare. Karin Zelmerlööw var även engagerad inom teatern under ungdomsåren. Hon hade en roll i en egenskriven komisk musikalversion av Shakespeares Hamlet som sattes upp både i skolan och på Lorensbergsteatern i Göteborg. Vidare hade hon 1965 en roll i musikalen En kul grej hände på vägen till Forum med Lars Ekborg i huvudrollen på Idéonteatern i Stockholm.
Efter studentexamen följde studier vid lärarhögskola och småskollärarexamen. Vidare har hon arbetat som dagbarnvårdare och, efter utbildning på 1980-talet, som inredningsarkitekt under 15 år varefter hon återupptog läraryrket och verkade vid Internationella skolan i Fisksätra i Nacka 1999–2007.
Som kommunpolitiker för Moderaterna i Nacka kommun har hon suttit i skolnämnden, tekniska nämnden och kulturnämnden. Hon har varit ordförande i Nackas konstförening. Sedan 1970-talet är hon också verksam som konstnär.
Hon gav under flicknamnet ut de självbiografiska böckerna Söndagsbarn – lyckobarn? (2014) och Mitt i livet (2015).
Karin Zelmerlööw var 1964–1983 gift med företagsledaren Ulf Mossberg (född 1940) och var från 1986 gift med arkitekten Bengt Zelmerlööw (1933–2022), son till Kaleb Zelmerlööw och Elsa, ogift Nilsson. Hon har fyra barn i första äktenskapet.